# Notothylas temperata
Notothylas temperata är en bladmossart som beskrevs av Jiro Hasegawa.
Notothylas temperata ingår i släktet Notothylas och familjen Notothyladaceae. Inga underarter finns listade i Catalogue of Life.